# 孙景路
孙景路（1923年3月22日—1989年1月2日），女，生于北京长辛店，中华民国及中华人民共和国话剧、电影演员。中国共产党党员。

## 生平
1923年3月22日，孙景路生于北京长辛店一个铁路职工家庭。孙景路的名字“景路”，意思是大路。有的文献将她的名字误作“景璐”，这是错误的。16岁起，孙景路入唐槐秋创办的“中国旅行剧团”，投身抗日戏剧活动。孙景路戏路十分宽广，扮演“雍容威仪”的皇后与公主，受尽凌辱的“名花”、“窑姐”，均演得惟妙惟肖，尤其擅长饰演既善良多情、又豪爽泼辣的女性。
文化大革命中，孙景路被诬为“文化特务”，遭到“隔离八年”，身心受到严重伤害。1976年10月“四人帮”被粉碎，孙景路与丈夫乔奇方重见天日。夫妻二人由枕流公寓底层迁居顶层七层之后，便又投入演出。孙景路与秦怡、王丹凤、陈述、程之、于飞、曹铎、康泰组成演出队，每日连演八场，16个小时，受到观众热烈欢迎。孙景路朗诵的任溶溶诗作《爸爸的老师》以及颂扬杨开慧的《忠魂曲》，在观众中留下美好回味。
孙景路曾对宋连庠说：“演员须以艺德为重。”她对每个角色都十分认真。在电影《今天我休息》中，孙景路饰演没有台词的“售货员”。在桑弧导演的电影《子夜》中，孙景路应邀担任“艺术指导”，每日早到晚退，在片场辅导李小力、龚雪等青年演员，电影荣获大奖，但片头字幕却漏了“孙景路”的名字，导演桑弧向孙景路道歉，孙景路却毫不介意。因文化大革命落下病根，孙景路拍完荣获“金鹰奖”的电视剧《六岁大寿》时，已然发病，但仍坚持由家人陪护，为“奶奶”一角配音。本片也成为她拍摄的最后一部影视剧。
孙景路卧病四年多，最终在1989年1月2日因尿毒症病逝，享年66岁。
孙景路临终前留给丈夫乔奇的“遗言”是：“晚上梦见在‘文化大革命’中给人打，不是那样，我不会这样。”孙景路逝世后，秦绿枝先生在1989年1月15日的《夜光杯》上发表随笔《心病》称：“孙景路病死前的心病，正是我们这些人的心病。我们自己固然要再想开一些，也希望为去掉人们的心病所创造的和谐环境，再和谐一些。”

## 家庭
- 丈夫：乔奇（1921年－2007年），原名徐家驹，演员。[1][2]

## 作品
孙景路一生共拍摄42部影片、演出44部话剧。主要作品有：
电影
- 1940年《秦淮世家》饰 阿金
- 1947年《玉人何处》
- 1948年《国魂》饰 七夫人
- 1948年《风雪夜归人》饰 玉春
- 1949年《大凉山恩仇记》饰 珊拉娜
- 1949年《春雷》饰 沈曼丽
- 1950年《小二黑结婚》饰 三仙姑
- 1950年《说谎世界》饰 吴玉玲
- 1951年《神》
- 1951年《虎口余生》饰 金太太
- 1951年《禁婚记》饰 蓝妲妮
- 1952年《方珍珠》饰 方大妈
- 1952年《神鬼人》饰 余半仙
- 1953年《枇杷巷》饰 翠宝
- 1953年《风流魔王》饰 美芬（美芳）
- 1954年《山间铃响马帮来》饰 蓝蒡
- 1955年《水乡的春天》
- 1958年《两个巡逻兵》
- 1958年《长虹号起义》
- 1958年《第一列快车》饰 姚琼
- 1959年《今天我休息》饰 售票员
- 1959年《乔老爷上轿》饰 蓝秀英
- 1961年《春催桃李》饰 赵玲
- 1962年《魔术师的奇遇》
- 1963年《球迷》
- 1978年《儿子、孙子和种子》饰 花婶
- 1979年《她俩和他俩》饰 杨母
- 1980年《见面礼》
- 1980年《海之恋》
- 1980年《爱情啊，你姓什么》饰 肖翠
- 1981年《苦果》
- 1981年《御马外传》
- 1981年《喜盈门》饰 强英娘
- 1982年《笔中情》饰 长公主
- 1983年《望穿秋水》饰 史母
- 1983年《清水店》饰 三婶

电视剧
- 《喜上眉梢》
- 《六岁大寿》